# مار زنگی
مار زنگی یا مار زنگوله‌ای سرده‌ای از مارهای سمی است، این مار هنگام خطر با تکان دادن دم صدایی ایجاد می‌کند که شباهت زیادی به صدای زنگ و زنگوله دارد. به همین علت به مار زنگی یا زنگوله‌ای معروف گردیده‌است. مارها، همان گونه که به علت وجود اختلافات ظاهری یا ویژگی‌های باطنی به گروه‌های مختلفی تقسیم می‌شوند. هر گروه از آن‌ها نیز دارای گونه‌ها و تیره‌های متعددی هستند. در میان مارهای زهری مار زنگی الماسی از همه کوتاه‌تر است. ۳۶ گونه مار زنگی شناسایی شده که همگی آن‌ها بومی قاره آمریکا (از کانادا تا آرژانتین) هستند.

## گزش مارهای زنگی
گزش مارهای زنگی، دارای نخستین رتبه در میان انواع گزش‌های مختلف گزارش‌شده در آمریکای شمالی است و مهم‌ترین آنها در آمریکای مرکزی و جنوبی هم محسوب می‌گردد. این دسته از مارها به‌طور معمول از حضور در مناطق باز و گسترده به جهت عدم توانایی در پنهان شدن از دست شکارچیان درنده، خودداری می‌ورزند و به‌طور کلی اگر انسان‌ها مزاحمتی برای ایشان ایجاد نکنند، بالقوه نمی‌توانند خطرناک باشند. مار زنگی به ندرت نیش می‌زند مگر آنکه تحریک شود یا احساس خطر نماید. بالغ بر ۷۲٪ قربانیان گزش این دسته از مارها مردان و جوانان هستند. حدود نیمی از گزش‌ها در مواردی اتفاق افتاده که قربانی، مار را مشاهده کرده، اما هیچ اقدامی برای جابجایی انجام نداده‌است. توصیه‌شده‌است که حتی در صورتی که مشاهده کردید و گمان بردید که یک مار، مرده‌است از نزدیکی به آن خودداری نمایید. مارهای زنگی حتی زمانی که سر از بدنشان جدا شود، تا حدود یک ساعت می‌توانند ببینند، زبانشان را تکان دهند و حتی نیش زهرآلود بزنند.

## نگارخانه

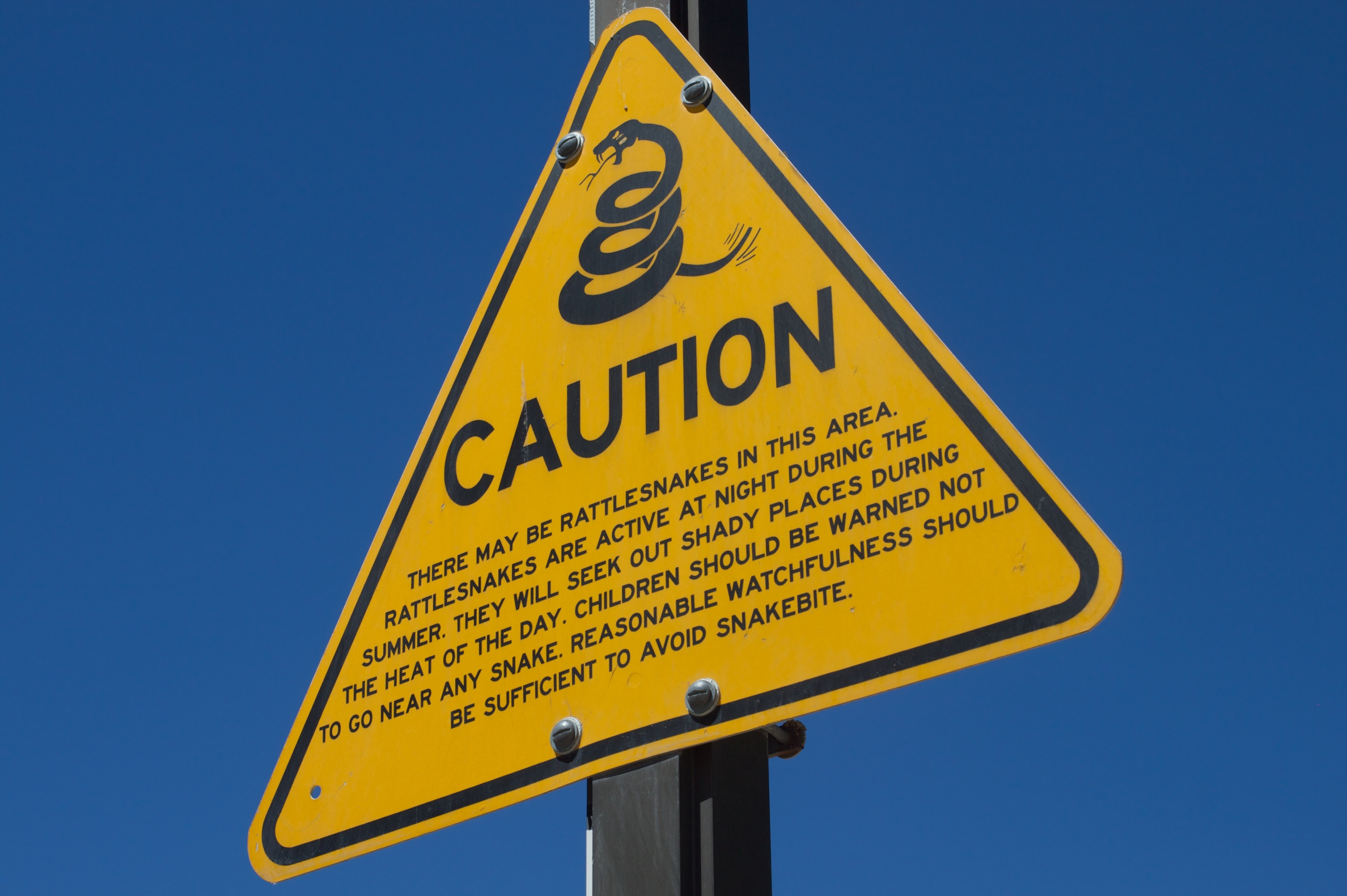
تابلوی هشدار وجود مار زنگی در کالیفرنیا
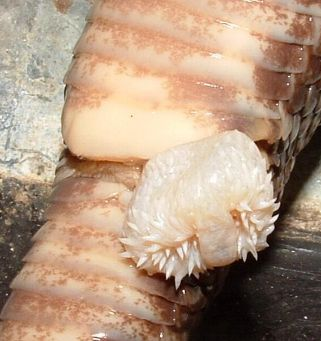
همی‌پنیس مار زنگی نر
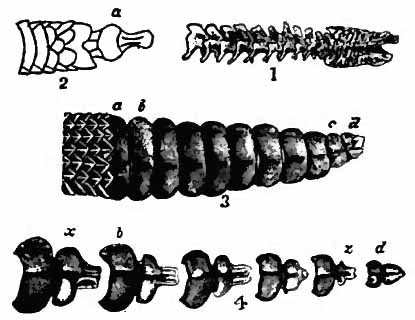
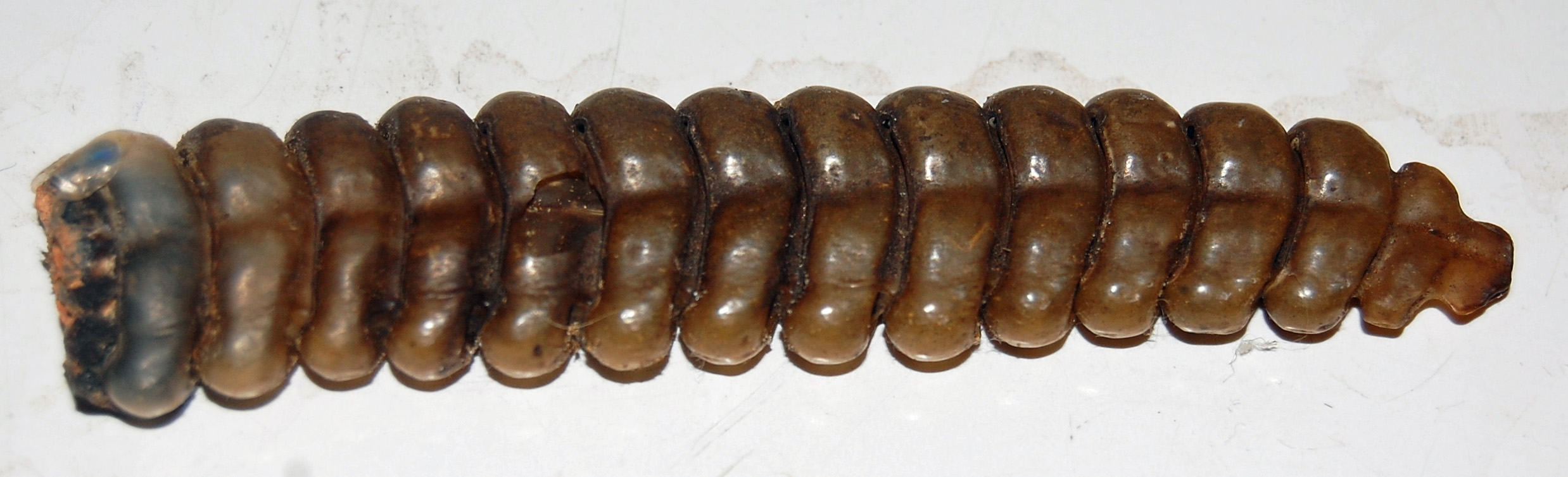
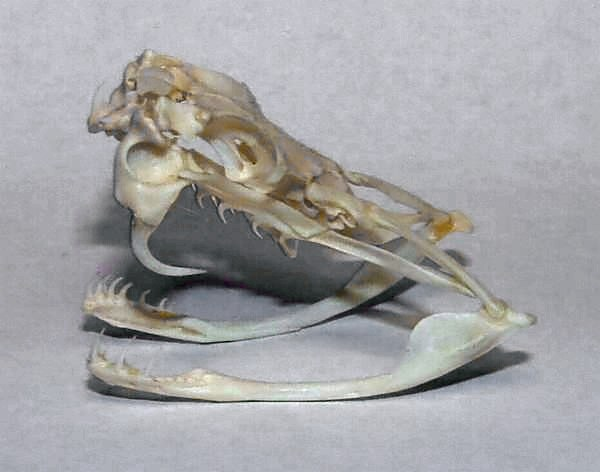
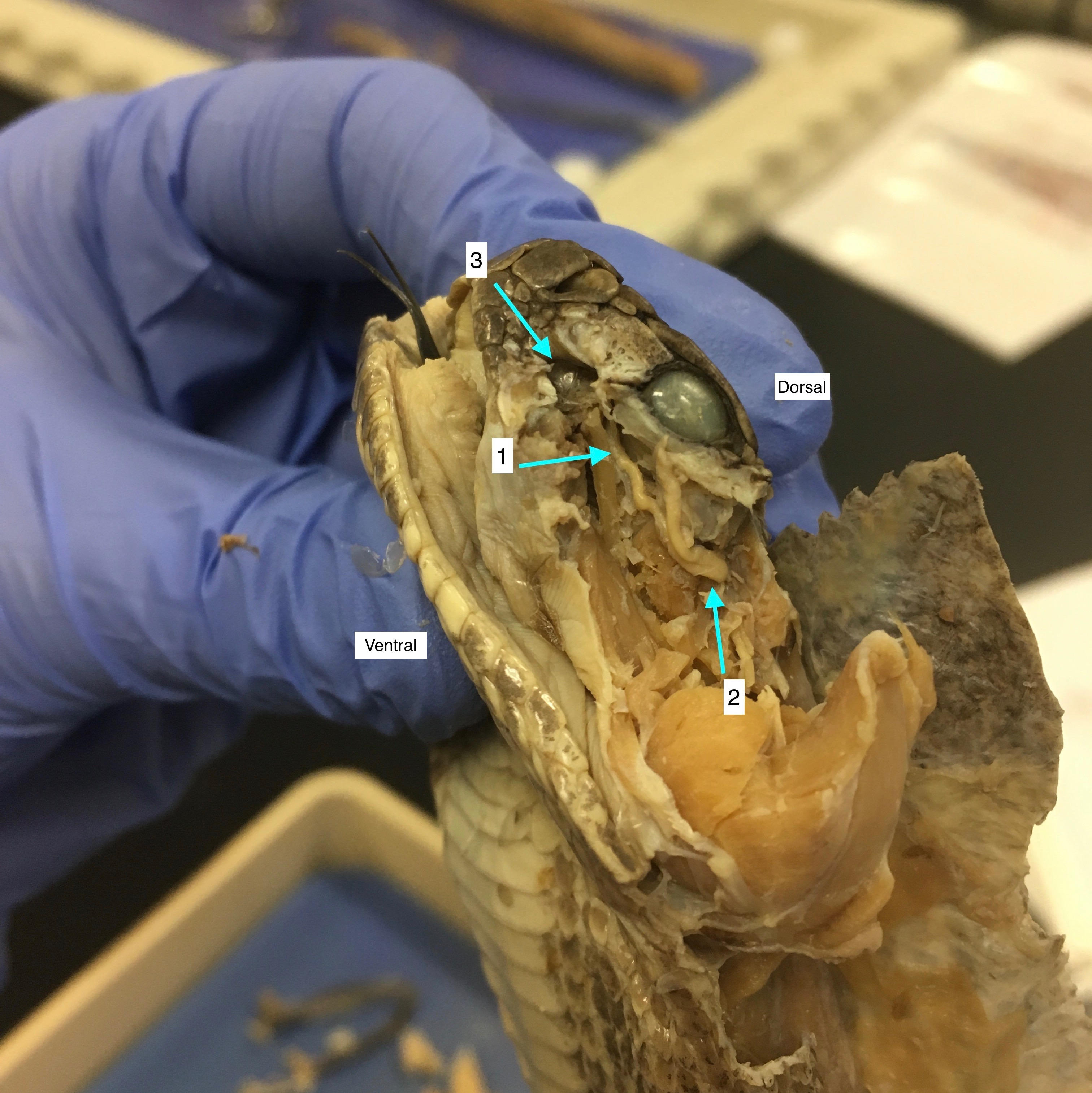
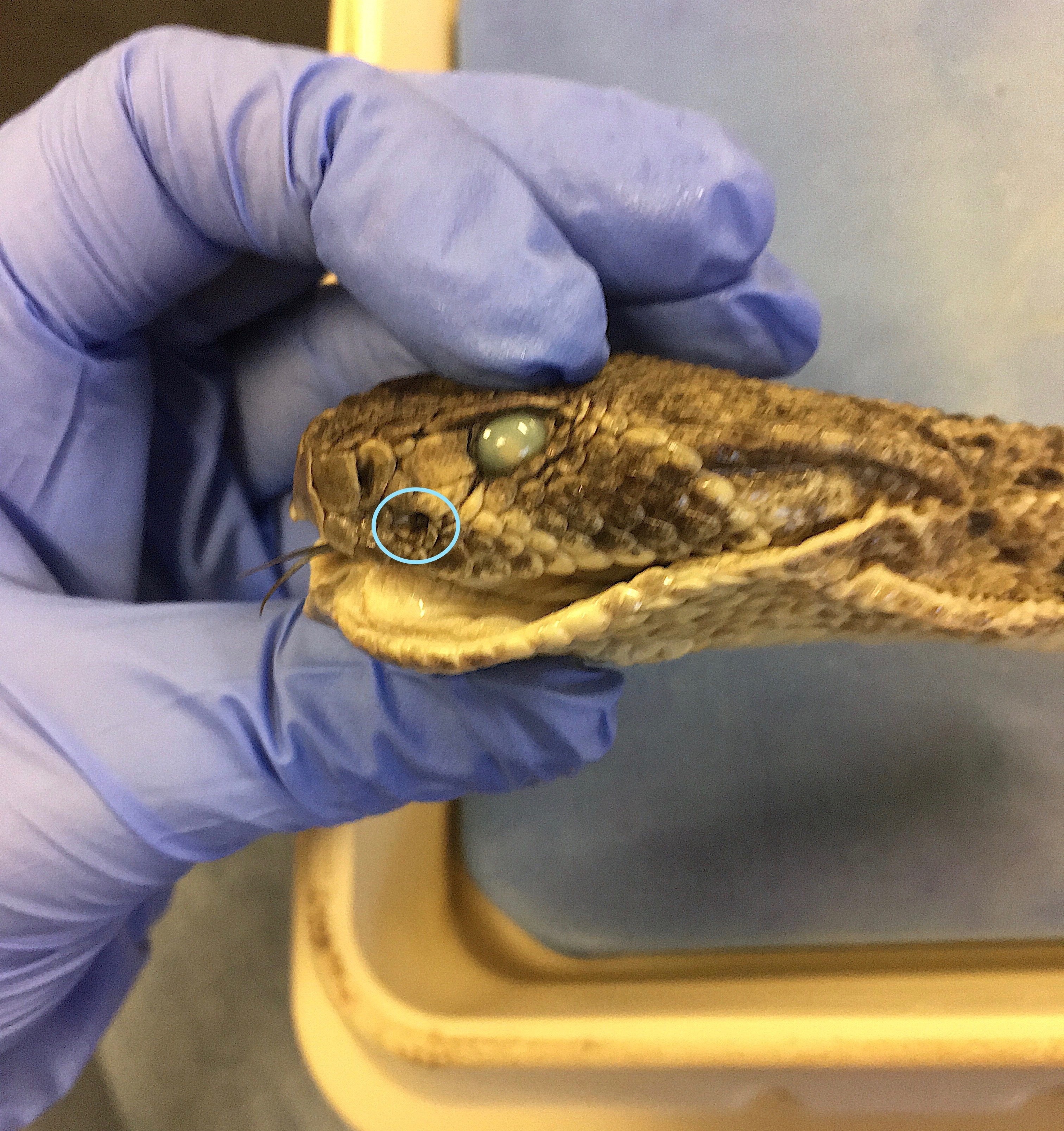